# George Cholmondeley (5e marquis de Cholmondeley)
Pour les articles homonymes, voir George Cholmondeley.
George Horatio Charles Cholmondeley, 5e marquis de Cholmondeley ( /tʃ ʌ m l i /, 19 mai 1883-16 septembre 1968), portant le titre de comte de Rocksavage de la naissance jusqu'en 1923, est un pair britannique. Il est Lord-grand-chambellan d'Angleterre en 1936 et aussi entre 1952 et 1966 .

## Vie privée
Cholmondeley est un descendant direct de Robert Walpole, le premier Premier ministre de Grande-Bretagne. Il est né au château de Cholmondeley, près de Malpas, Cheshire, le fils de George Cholmondeley (4e marquis de Cholmondeley) et Winifred Ida Kingscote. Dans sa jeunesse, il est un joueur de tennis et de polo bien connu.
Il est également une autorité sur la calligraphie, créant une police qui est connue sous le nom de "Cholmondeley Italic", et est le premier président de la Society for Italic Handwriting. En 1950, il crée le prix Cholmondeley, un concours d'écriture entre les étudiants d'Eton et de Harrow, rejoints par Winchester College en 1952 et les écoles poursuivent le concours annuel depuis.

## Carrière militaire
Cholmondeley combat lors de la seconde guerre des Boers (1899–1901), servant comme «officier d'état-major des chemins de fer», d'abord avec le Royal Sussex Regiment et à partir d'octobre 1901 comme sous-lieutenant du 9e Lancers. En 1905, il atteint le grade de lieutenant dans le 9e Lancers. Il est aide de camp du Gouverneur général des Indes, et il combat lors de la Première Guerre mondiale, au cours de laquelle il obtient le grade de capitaine dans le 9e Lanciers.
Cholmondeley hérite des domaines et du titre de son père en 1923, et devient le marquis de Cholmondeley. Lors des honneurs du couronnement de 1953, il est fait chevalier grand-croix de l'ordre royal de Victoria.

## Terres et domaines

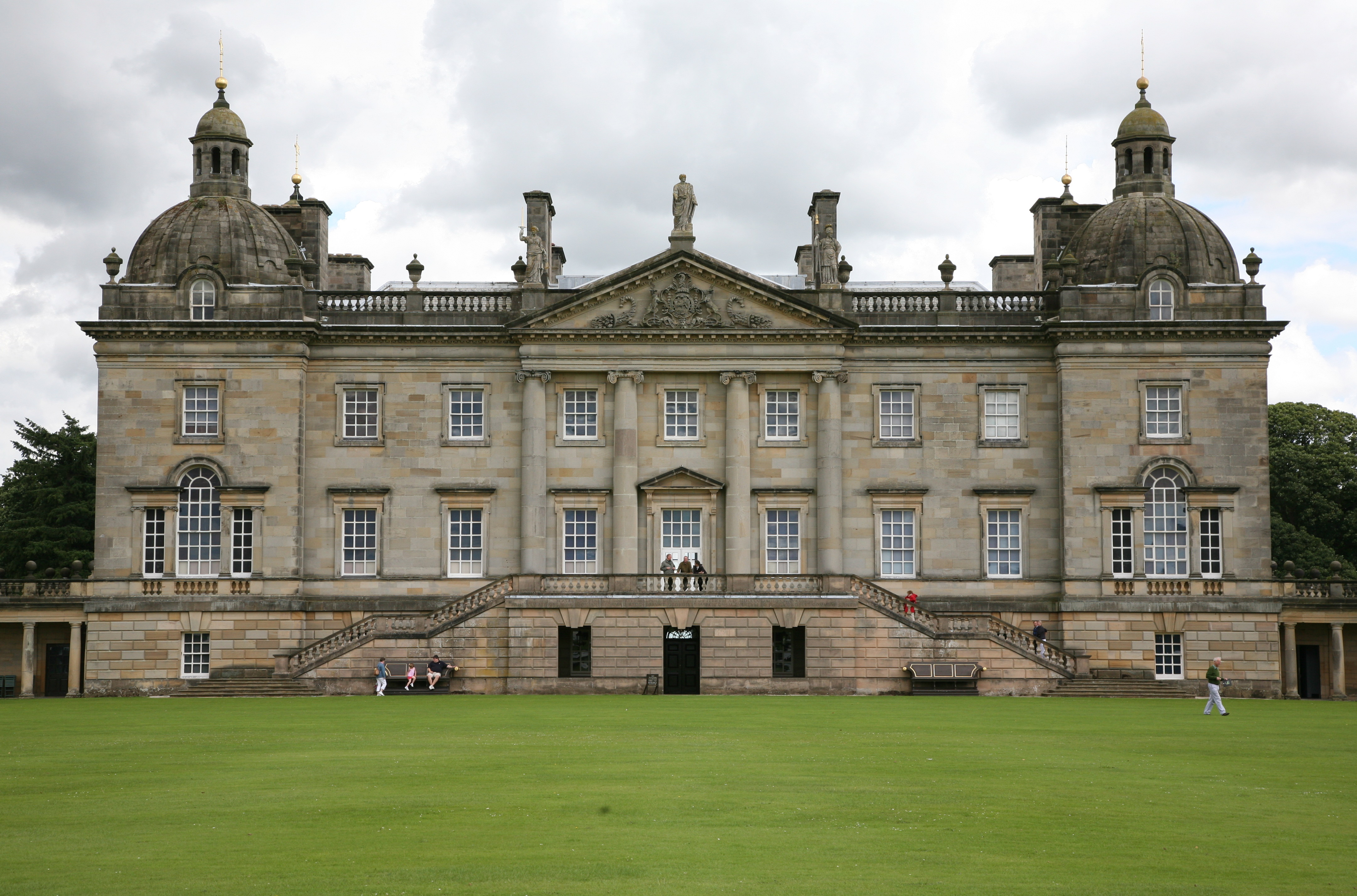
Houghton Hall, demeure ancestrale du marquis de Cholmondeley depuis l'établissement du titre en 1815, a maintenant ouvert certaines de ses salles au public.

Les sièges de la famille sont Houghton Hall, Norfolk et le château de Cholmondeley, qui est entouré de 7 500 acres (30,35142315 km2) près de Malpas, Cheshire 
Les Cholmondeleys ont acheté des Wenbans près de Wadhurst dans le Sussex au milieu des années 1890. Après d'importants travaux de restauration dans les années 1920 et 1930, la ferme rustique à seulement 50 milles (80,4672 km) de Londres aurait été utilisée comme une escapade romantique par le prince de Galles, devenu plus tard Édouard VIII. La propriété est vendue à l'époque de la crise d'abdication de 1936 et de l'avènement de George VI.

## Position à la cour
Une partie du poste ancien de Lord-grand-chambellan est un héritage Cholmondeley . Ce poste héréditaire est venu dans la famille Cholmondeley par le mariage du premier marquis de Cholmondeley avec Lady Georgiana Charlotte Bertie, fille de Peregrine Bertie (3e duc d'Ancaster et Kesteven). Les deuxième, quatrième, cinquième, sixième et septième titulaires du marquisat ont tous occupé cette fonction.
Le marquis porte l'étendard royal au couronnement du roi George VI en 1937.

## Famille

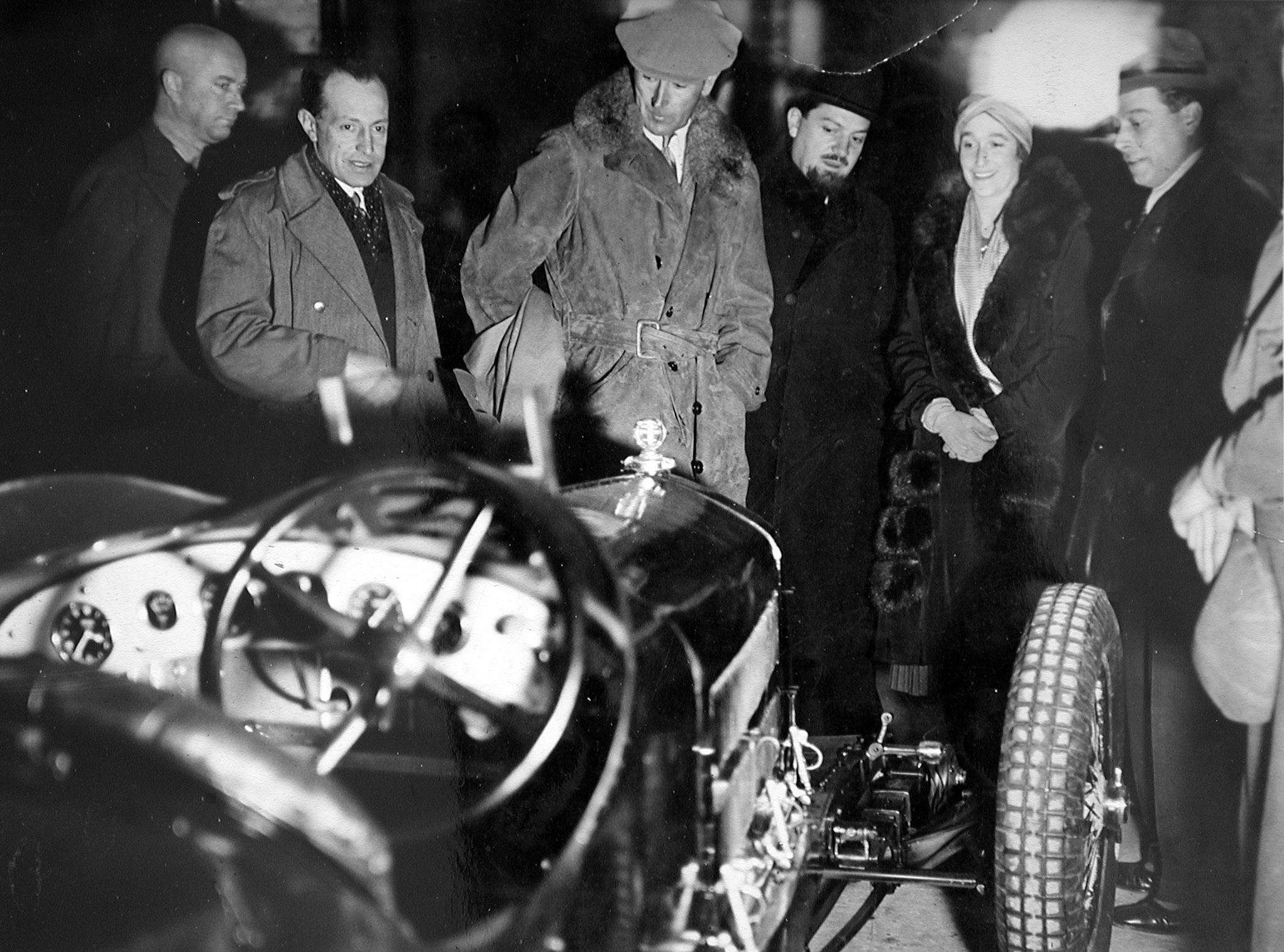
Visite à Alfa Romeo du marquis (troisième à gauche), Italo Balbo (quatrième), Lady Cholmondeley (cinquième), Prospero Gianferrari (sixième), c. 1930

La richesse de la famille Cholmondeley est grandement améliorée par le mariage de Cholmondeley avec Sybil Sassoon (1894–1989), une membre de la famille Sassoon et de la famille Rothschild, des familles banquières juives, originaires de Bagdad, d'Inde, d'Allemagne et de France. Elle est la fille d'Edward Sassoon et l'héritière de son frère Philip Sassoon. Le couple se marie le 6 août 1913 et a deux fils et une fille:
- Aline Caroline Cholmondeley (5 octobre 1916-30 juin 2015)
- Hugh Cholmondeley (6e marquis de Cholmondeley) (24 avril 1919 - 1990)[8],[9]
- John George Cholmondeley (15 novembre 1920 - octobre 1986)

Son arrière-petit-fils est l'acteur Jack Huston.